# Поромівська волость
Поромівська волость — історична адміністративно-територіальна одиниця Володимир-Волинського повіту Волинської губернії Російської імперії. Волосний центр — село Поромів. Наприкінці ХІХ ст. волость було ліквідовано, територію приєднано до Хотячівської волості.
Станом на 1885 рік складалася з 16 поселень, 18 сільських громад. Населення — 4894 особи (2473 чоловічої статі та 2491 — жіночої), 618 дворових господарств.
|                     | Площа, десятин | У тому числі орної, дес. |
| ------------------- | -------------- | ------------------------ |
| Сільських громад    | 6322           | 4634                     |
| Приватної власності | 4446           | 2452                     |
| Казенної власності  | —              | —                        |
| Іншої власності     | 272            | 226                      |
| Загалом             | 11040          | 7312                     |

Основні поселення волості:
- Поромів — колишнє власницьке село за 22 версти від повітового міста, волосне правління, 431 особа, 56 дворів, православна церква, школа, постоялий будинок.
- Бортнів — колишнє власницьке село, 324 особи, 45 дворів, православна церква, постоялий будинок.
- Бужанка — колишнє власницьке село, 281 особа, 45 дворів, православна церква, постоялий будинок.
- Вощатин — колишнє державне і власницьке село, 325 осіб, 40 дворів, православна церква.
- Лудин — колишнє власницьке село, 438 осіб, 60 дворів, православна церква, постоялий будинок.
- Михальє — колишнє вланицьке село при річці Буг, 389 осіб, 45 дворів, православна церква, постоялий будинок.
- Рогожани — колишнє власницьке село, 284 особи, 23 двори, православна церква, постоялий будинок.
- Цуцнів — колишнє державне село при річці Буг, 611 осіб, 85 дворів, школа, постляий будинок.